# Dennis Tueart
Dennis Tueart (Newcastle upon Tyne, 27 de novembro de 1949) é um ex-jogador de futebol inglês, que atuava como ponta-esquerda. Durante a sua carreira, destacou-se pela passagem pelos clubes Sunderland, Manchester City, New York Cosmos, Stoke City, Burnley e Derry City, além de atuar em seis partidas pela Seleção Inglesa de Futebol.

## Títulos
New York Cosmos
- Vencedor do Soccer Bowl 1978

Sunderland
- FA Cup de 1972–73

Manchester City
- Copa da Liga Inglesa de 1975–76